# Federación Española de Deportes de Hielo
La Federazione Spagnola Sport del Ghiaccio (spa. Federación Española de Deportes de Hielo, FEDH) è un'organizzazione fondata nel 1923 per promuovere la pratica degli sport invernali su ghiaccio e coordinarne l'attività agonistica in Spagna.

## Discipline
Attualmente la FEDH si occupa delle seguenti discipline sportive:
- Hockey su ghiaccio
- Pattinaggio di figura (Danza su ghiaccio, Pattinaggio artistico su ghiaccio, Pattinaggio sincronizzato)
- Pattinaggio di velocità e Short track
- Curling
- Bob
- Skeleton
- Slittino